# لور سنتن ویلج (آریزونا)
لور سنتن ویلج (به انگلیسی: Lower Santan Village) یک منطقهٔ مسکونی در ایالات متحده آمریکا است که در آریزونا واقع شده‌است. لور سنتن ویلج ۱۰٫۷۶ کیلومتر مربع مساحت و ۵٬۴۷۶ نفر جمعیت دارد و ۳۷۶ متر بالاتر از سطح دریا واقع شده‌است.